# New York News
New York News é uma série de televisão estadunidense que conta a história de uma redação jornalística criada por Michelle Ashford, que foi exibida orginalmente pela Columbia Broadcasting System (CBS) nos Estados Unidos de 28 de setembro até 30 de novembro de 1995.

## Enredo
New York News é uma história ficcional de um jornalista em Nova Iorque, lutando e trabalhando em um tabloide americano no mercado mais competitivo de jornalismo nos Estados Unidos, a cidade de Nova Iorque. Os personagens principais incluíam Jack Reilly (Gregory Harrison), um jornalista de estilo antigo (que mantinha o uso de sobretudo); Angela Villanova (Melina Kanakaredes), uma jovem escritora que aparentemente alternava entre admirar Reilly e estar apaixonada por ele; Nan Chase (Madeline Kahn), uma colunista de fofocas um tanto no estilo da jornalista Rona Barrett; e Tony Amato (Anthony DeSando), o principal colunista de esportes do jornal.
Supervisionando todas ess equipe estava a editora-chefe Louise Felcott (Mary Tyler Moore), o "Dragão", que manteve a pressão sobre esses funcionários e outros, incluindo seu chefe imediato, o editor-chefe Mitch Cotter (Joe Morton). O corte no orçamento do jornal e a tentativa relacionada de vendê-lo cobraram seu preço de Cotter, que sofreu um ataque cardíaco nos primeiros episódios.

## Elenco
- Gregory Harrison como Jack Reilly
- Melina Kanakaredes como Angela Villanova
- Madeline Kahn como Nan Chase
- Kelli Williams como Ellie
- Anthony DeSando como Tony Amato
- Kevin Chamberlin como Victor
- Joe Morton como Mitch Cotter
- Mary Tyler Moore como Louise Felcott

## Lista de episódios
| Nº | Título                               | Roteirizado por                           | Data de exbição        | Ref.  |
| -- | ------------------------------------ | ----------------------------------------- | ---------------------- | ----- |
| 1  | "New York News"                      | Michelle Ashford                          | 28 de setembro de 1995 | [ 3 ] |
| 2  | "Fun CIty"                           | Michelle Ashford                          | 5 de outubro de 1995   | [ 3 ] |
| 3  | "Thin Line"                          | Barbara Hall                              | 8 de outubro de 1995   | [ 3 ] |
| 4  | "Broadway Joe"                       | ichelle Ashford e Eric Overmyer           | 12 de outubro de 1995  | [ 3 ] |
| 5  | "Good-bye Gator"                     | Velma Black e Barbara Hall                | 19 de outubro de 1995  | [ 3 ] |
| 6  | "A Question of Thruth"               | Georgia Jeffries                          | 2 de novembro de 1995  | [ 3 ] |
| 7  | "Welcome Back Cotter"                | Wayne Grisby, Barbara Samules e Jack Oman | 9 de novembro de 1995  | [ 3 ] |
| 8  | "You Thought the Pope Was Something" | Michelle Ashford                          | 30 de novembro de 1995 | [ 3 ] |
| 9  | "Cost of living"                     | Barbara Hall                              | Não foi exibido        | [ 3 ] |
| 10 | "Yankee Glory"                       | Jack Oman                                 | Não foi exibido        | [ 3 ] |
| 11 | "Past Imperfect"                     | Geoffrey Thomas George                    | Não foi exibido        | [ 3 ] |
| 12 | "Forgotten"                          | Juan Carlos Coto                          | Não foi exibido        | [ 3 ] |
| 13 | "The Using Game"                     | Mike McAlary                              | Não foi exibido        | [ 3 ] |

## Recepção
A série foi cancelada após 13 episódios. A atriz Mary Moore estava descontente com a produção e como a sua personagem estava sendo escrita. Devido a baixa audiência da série, a CBS optou pelo cancelamento da série. Apesar do cancelamento da série, Moore que estava em negociação para rescindir seu contrato com a emissora manteve-se no quadro de funcionários da emissora.
Apesar do cancelamento precoce, a série foi indicada pela Casting Society of America (CSA) ao prêmio de "Melhor Elenco de TV" em 1996.